# Hermann von Pückler-Muskau
Il principe Hermann Ludwig Heinrich von Pückler-Muskau[] (Bad Muskau, 30 ottobre 1785 – Cottbus, 4 febbraio 1871) è stato uno scrittore e artista tedesco specializzato in architettura del paesaggio.
Scrisse numerosi libri famosi, molti dei quali sui suoi viaggi in Europa ed Africa settentrionale, pubblicati sotto lo pseudonimo di "Semilasso".

## Biografia
Pückler-Muskau fu il primo dei cinque figli del conte Carl Ludwig Hans Erdmann Pückler e della contessa Clementine di Callenberg, la quale lo partorì a 15 anni. Nacque presso il castello di Muskau (oggi Bad Muskau) in Alta Lusazia, allora governato dal Principato Elettorale di Sassonia. Si arruolò per qualche tempo in un reggimento di cavalleria a Dresda, per poi viaggiare in Francia ed Italia, spesso a piedi. Nel 1811, dopo la morte del padre, ereditò la grande Standesherrschaft (baronia) di Muskau. Unendosi alla guerra di liberazione contro Napoleone, lasciò Muskau sotto la guida dell'Ispettorato Generale del suo amico, scrittore e compositore Leopold Schefer. Come ufficiale, sotto il comando del duca di Sassonia-Weimar, si distinse sul campo venendo nominato governatore militare e civile di Bruges.

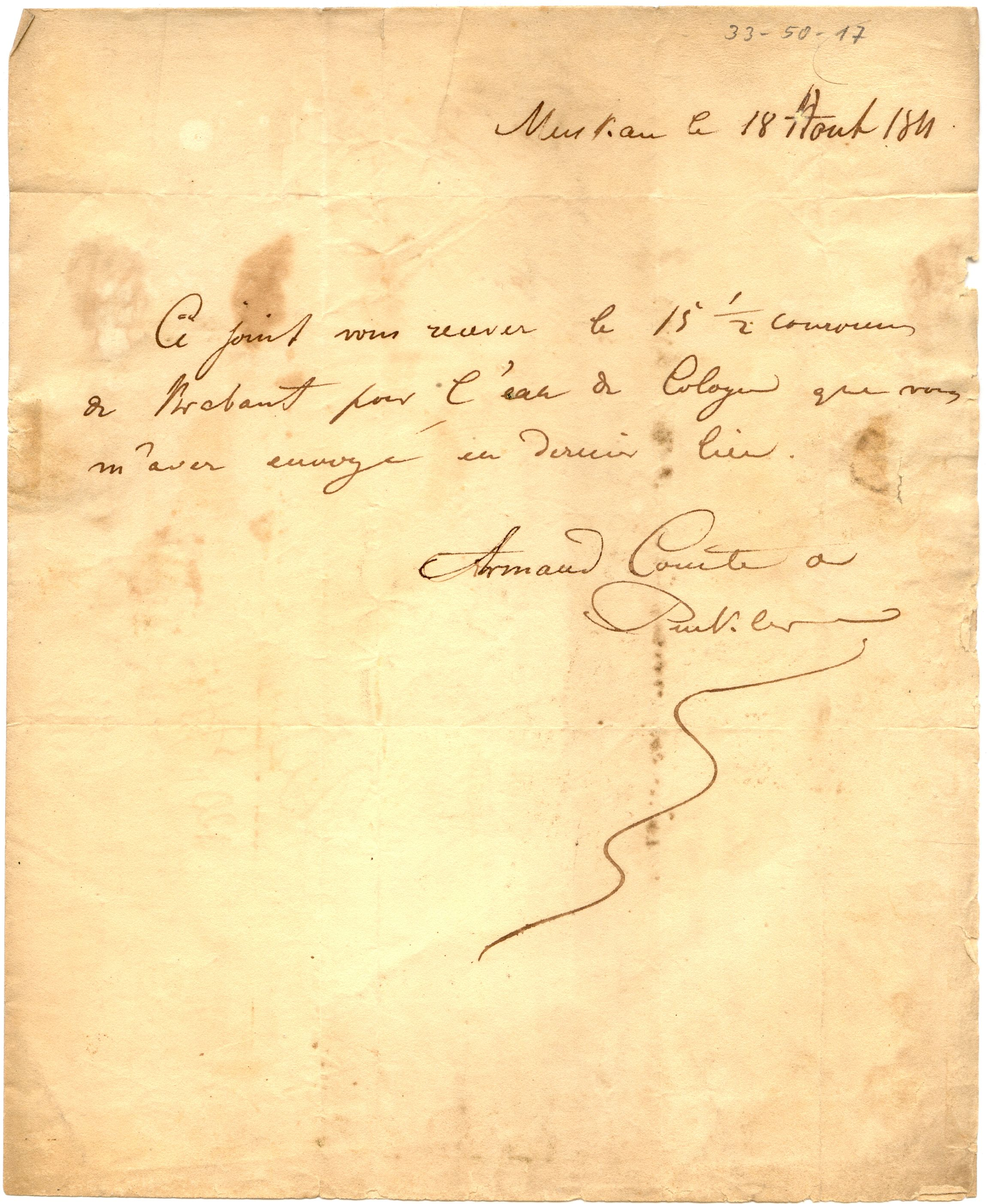
Lettera del conte Puckler a Farina, Colonia 1811

Dopo la guerra si congedò e visitò l'Inghilterra, dove rimase per circa un anno, visitando Covent Garden e Drury Lane (ammirandovi Eliza O'Neill), studiando i parchi e l'alta società. Nel 1822, come ricompensa per alcuni privilegi a cui rinunciò, fu elevato al rango di "fürst" da re Federico Guglielmo III di Prussia. Nel 1817 sposò la vedova contessa Lucie von Pappenheim, nata von Hardenberg, figlia dello statista prussiano principe Karl August von Hardenberg. Il matrimonio fu sciolto nove anni dopo, nel 1826, anche se i due non si separarono e rimasero amici.

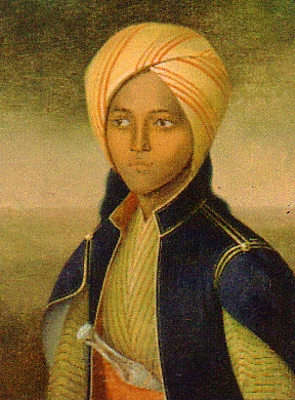
Mahbuba, attorno al 1840

Visitò di nuovo l'Inghilterra, dove passò circa due anni alla ricerca di una seconda moglie ricca in grado di finanziare i suoi ambiziosi progetti di architettura del paesaggio, divenendo una specie di celebrità nella società londinese. Al suo ritorno pubblicò un racconto (non totalmente onesto) della sua esperienza inglese. Il libro fu un grande successo in Germania, e provocò molte discussione quando fu pubblicato in inglese nel 1831-32 col titolo di Tour of a German Prince (Viaggio di un principe tedesco). Avendo una personalità da esploratore, viaggiò in Algeria, Tunisia, Egitto e Sudan, ed esplorò l'antica Nubia. Secondo alcuni scritti avrebbe visitato nel 1837 il sito di Naqa nell'odierno Sudan. Al mercato degli schiavi di Il Cairo fu incantato da una giovanissima donna etiope, che comprò e chiamò Mahbuba ("l'amata"). Assieme continuarono un viaggio romantico in Asia Minore ed in Grecia. A Vienna presentò Mahbuba all'alta società europea, ma la ragazza si ammalò di tubercolosi e morì a Muskau nel 1840. In seguito avrebbe scritto che lei era "l'essere che amai di più al mondo".

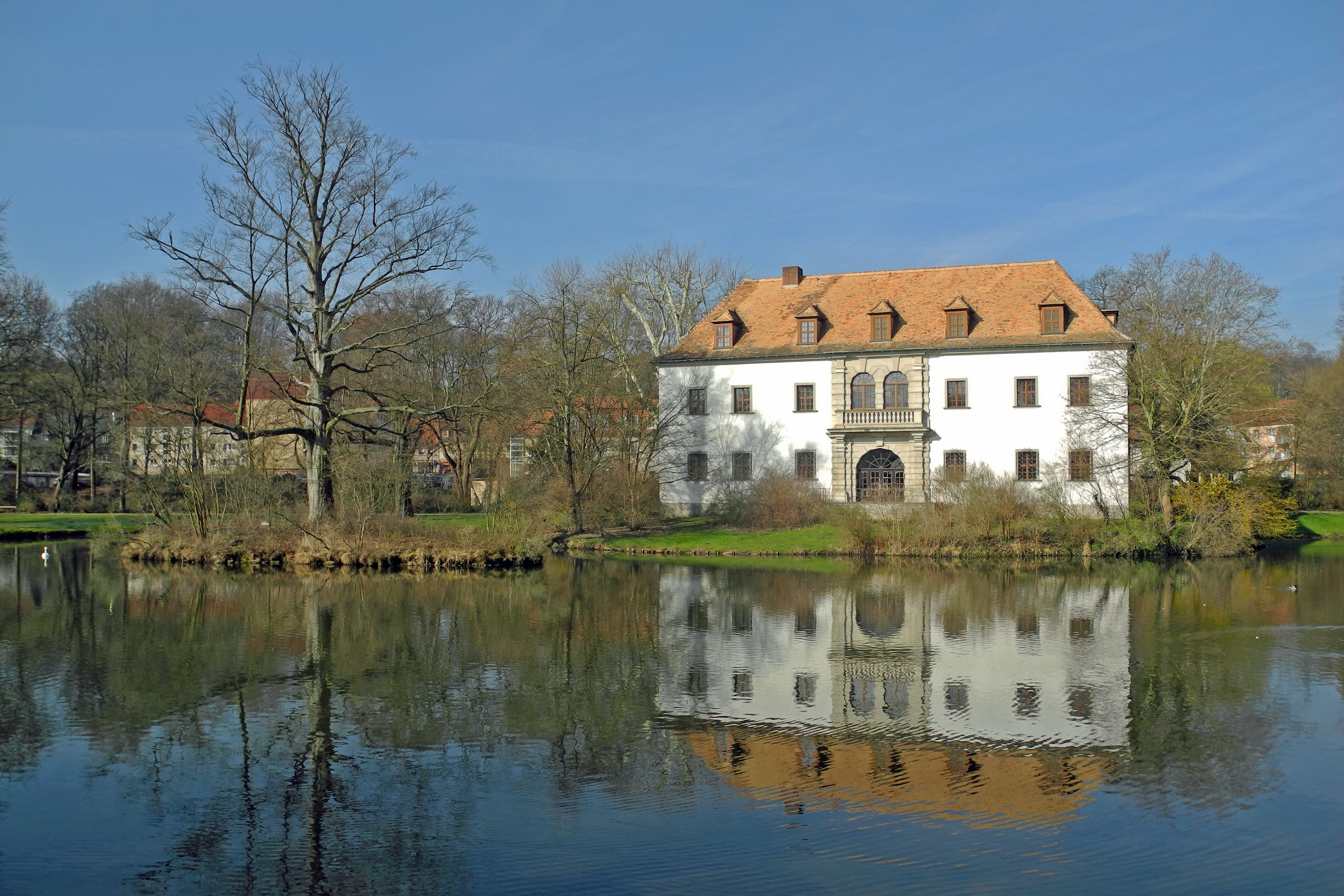
Parco di Muskau

Visse gli anni seguenti a Berlino e Muskau, dove occupò il tempo con il giardinaggio, migliorando il parco di Muskau. Nel 1845 vendette la sua proprietà e, nonostante vivesse in giro per Germania e Italia, la sua residenza principale divenne Branitz nei pressi di Cottbus, dove lasciò un altro splendido parco.
Politicamente era un liberale, supportando le riforme prussiane di Freiherr vom Stein. Questo, assieme al suo panteismo ed allo stravagante stile di vita, lo resero oggetto di critica nella società del periodo Biedermeier.
Nel 1863 divenne membro ereditario della Camera dei signori di Prussia e, nel 1866, fece parte ormai ottantenne dello Stato maggiore generale prussiano nella guerra austro-prussiana. Nel 1871 morì a Branitz e, secondo le sue volontà, il suo corpo fu cremato.

## L'artista
Come architetto del paesaggio, fu considerato uno dei migliori a livello europeo.
Come scrittore di libri di viaggio fu molto stimato, grazie al suo spirito di osservazione ed al suo stile lucido, animato e spiritoso. Queste cose sono più evidenti nella sua prima opera, Briefe eines Verstorbenen (4 volumi, 1830–1831), in cui esprime molti giudizi sull'Inghilterra e sugli altri Stati che aveva visitato alla fine degli anni venti del 1800, oltre che sulle persone che incontrò. Tra i suoi ultimi libri di viaggio si trovano Semilassos vorletzter Weltgang (3 volumi, 1835), Semilasso in Afrika (5 volumi, 1836), Aus Mehemed Ali's Reich (3 volumi, 1844) e Die Rückkehr (3 volumi, 1846–1848). Fu anche autore del tuttora famoso Andeutungen über Landschaftsgärtnerei (1834, "Appunti sull'architettura del paesaggio"), l'unico libro che pubblicò col proprio nome.
Esistono anche disegni e caricature fatti di suo pugno, anche se non li pubblicò.

## Opere
- Briefe eines Verstorbenen (4 volumi, 1830-31 (compresa una descrizione del parco di Warwick, che influenzò fortemente Edgar Allan Poe nella scrittura del The Park of Arnheim)[3]
- Tour of a German Prince, 4 volumi, Londra, Wilson 1831-32 (traduzione di Briefe eines Verstornenen di Sarah Austin)
- Andeutungen über Landschaftsgärtnerei[,] verbunden mit der Beschreibung ihrer praktischen Anwendung in Muskau (sola pubblicazione fatta a suo nome), 1834
- [utti frutti; aus den Papieren des Verstorbenen., 5 volumi, 1834
- Semilassos vorletzter Weltgang, 3 volumi, 1835
- Semilasso in Afrika, 5 volumi, 1836
- Der Vorläufer, 1838
- Jugend-Wanderungen, 1835
- Südöstlicher Bildersaal (sulla Grecia), 1840
- Aus Mehemed Ali's Reich (sull'Egitto), 3 volumi, 1844
- Die Rückkehr, 3 volumi, 1846–48
- Briefwechsel und Tagebücher des Fürsten Hermann von Pückler-Muskau (lettere e diari), 9 volumi, ed. Ludmilla Assing, Amburgo 1873-76, Berna ²1971
- Liebesbriefe eines alten Kavaliers. Briefwechsel des Fürsten Pückler mit Ada von Tresckow (lettere d'amore), ed. Werner Deetjen, 1938
- Bettina von Arnim/Hermann von Pückler-Muskau: »Die Leidenschaft ist der Schlüssel zur Welt«. Briefwechsel 1832-1844, edizione completa con commenti di Enid Gajek e Bernhard Gajek, Cotta, Stuttgart 2001, ISBN 3-7681-9809-X

### Fürst-Pückler-Eis
Il suo nome è tuttora ricordato nella cucina tedesca con un dolce chiamato Fürst-Pückler-Eis (gelato del principe Pückler), molto simile al gelato napoletano. Il dolce non fu comunque inventato da lui.
Il Fürst Pückler-Eis viene citato anche alla fine del romanzo 2666 di Roberto Bolaño, tramite il dolce che porta il suo nome.